# Die Tribute von Panem – Gefährliche Liebe
Die Tribute von Panem – Gefährliche Liebe (Originaltitel: Catching Fire) ist der zweite Band der dreiteiligen Die-Tribute-von-Panem-Romanreihe von Suzanne Collins.

## Handlung

### Teil 1 – Der Funke
Im Anschluss der 74. Hungerspiele kehren Katniss und Peeta, von Albträumen geplagt, nach Distrikt 12 zurück. Beide ziehen mit ihren Familien jeweils in ein Haus im Dorf der Sieger, welches in jedem Distrikt besteht. Vor Katniss und Peeta steht die Tour der Sieger, bei der sie jeden Distrikt besuchen, um ihren Sieg bei den Hungerspielen zu feiern. Auch hier handelt es sich wieder um eine Pflichtveranstaltung. Vor der Tour erhält Katniss allerdings Besuch von Präsident Snow, der mächtigsten Person in Panem. Dieser befürchtet, dass Katniss’ „Beerentrick“, mit dem sie die Spielregeln des Kapitols geändert und somit seine Macht untergraben hat, zu Aufständen in den Distrikten führen könnte. Snow droht ihr damit, all jene umzubringen, die sie liebt, sollte sie es auf der Tour nicht schaffen, auch ihn von ihrer Liebe zu Peeta überzeugen zu können.
Mit diesem Wissen bereitet sie sich auf die Tour der Sieger vor. Unterstützung erhält sie hierbei von ihrem Mentor Haymitch sowie dem Stylisten Cinna und seiner Crew. Per Zug fahren Katniss und Peeta zu ihrem ersten Stopp der Rundreise, Distrikt 11, Rues und Threshs Heimat.
Während der Zeremonie auf dem Ratsplatz von Distrikt 11 richtet sie dankende Worte an die Bevölkerung. Aus Anerkennung pfeift ein älterer Mann die Melodie, die Rue gepfiffen hat, um Katniss in Sicherheit zu wissen. Das wirkt auf die Bewohner wie ein Signal, sie grüßen Katniss mit der Geste, mit der diese von der toten Rue Abschied genommen hat. Am Ende der Zeremonie werden die Tribute weggeführt, aber Katniss und Peeta bekommen noch durch Zufall mit, dass Friedenswächter den alten Mann, der den Pfiff ausgestoßen hat, erschießen. Zwei weitere Schüsse werden abgefeuert, deren Opfer nicht bekannt werden. Verängstigt von der Wirkung ihres Verhaltens während der Spiele und ihrer Worte an Distrikt 11 setzen die beiden Sieger die Tour fort und bemerken die langsam aufbrodelnde Unzufriedenheit des Volkes gegenüber dem Kapitol.
In einem Interview versucht Peeta, den zwischen Katniss und Präsident Snow entstandenen Streit zu entschärfen, indem er Katniss bittet, ihn zu heiraten, worauf der Präsident ihnen eine Hochzeit im Kapitol verspricht.
Wieder in Distrikt 12 will Katniss Gale überreden, in der Wildnis mit ihren Familien, Haymitch und Peeta abzutauchen. Obwohl Gale Katniss seine Liebe gesteht, ist er später nicht mehr davon überzeugt. Er will vor den Problemen im Distrikt nicht davonlaufen, vor allem nicht gemeinsam mit Peeta. Im Distrikt ist die Überwachung verschärft worden, um Unruhen im Keim zu ersticken. Dies hängt auch mit einem Wechsel des Obersten Friedenswächters zusammen. Gale wird später vom neuen Friedenswächter fast zu Tode gepeitscht. Danach werden der Hob (ein Schwarzmarkt) niedergebrannt, Arbeitszeiten verlängert, die Löhne gekürzt und allgemein die Gesetze deutlich schärfer durchgesetzt. Zu diesem Zweck werden auch verschiedene Instrumente auf dem zentralen Platz aufgestellt, u. a. ein Pranger und ein Galgen. Nach kurzer Zeit wird zudem der Zaun, der den Distrikt umgibt, dauerhaft unter Strom gesetzt.
Durch zufällig mitbekommene Fernsehnachrichten und eine Begegnung im Wald mit zwei Flüchtlingen aus Distrikt acht, erfährt Katniss, dass in anderen Distrikten Aufstände ausgebrochen sind und dass im vermeintlich zerstörten Distrikt 13 möglicherweise Menschen außerhalb des Einflussbereichs des Kapitols leben.

### Teil 2 – Das Jubel-Jubiläum
In diesem Jahr stehen die 75. Hungerspiele an, welche als Jubiläum besonders begangen werden sollen. Deshalb werden die Tribute aus dem Kreis der Sieger vergangener Spiele bestimmt.
Für Katniss bedeutet dies, als einzige weibliche Siegerin aus Distrikt 12, dass sie noch einmal in der Arena kämpfen muss. Als männlicher Tribut wird zwar Haymitch gelost, Peeta meldet sich jedoch freiwillig, um Katniss in der Arena beschützen zu können. Diese hat jedoch das entgegengesetzte Ziel, daher schließt sie mit Haymitch ein Abkommen, wonach dieses Mal sie beide – von innen und außen – versuchen werden, Peeta zu retten.
Im Folgenden wiederholt sich das Prozedere zur Eröffnung der Spiele aus dem ersten Band. Nach einer eindrucksvollen Darbietung ihres Könnens mit Pfeil und Bogen wollen die Hälfte der anderen Tribute Katniss als Verbündete. Da sich die Vorstellungen von Peeta und Katniss sowie ihres Mentors Haymitch jedoch stark unterscheiden, beschließen sie, ohne offizielle Verbündete in die Arena zu gehen. Ihre Siegeschancen werden trotzdem von den Organisatoren mit der höchstmöglichen Punktzahl eingestuft. Die Verantwortlichen hoffen darauf, dass sich alle Tribute zuerst auf Katniss und Peeta stürzen, um die größte Konkurrenz auszuschalten. Die öffentlichen Interviews der Tribute am Abend vor den Spielen verlaufen turbulent, da sich mehrere Tribute kritisch über die Regeländerung zum Jubel-Jubiläum äußern und dabei viele der Kapitolbewohner auf ihrer Seite haben. Diesen sind die Gewinner der vergangenen Spiele mit der Zeit so ans Herz gewachsen, dass sie nur ungern sehen, wie diese nun in der Arena getötet werden sollen. Insbesondere gelingt es Peeta ein weiteres Mal, das Publikum auf seine Seite zu ziehen, als er behauptet, Katniss und er seien längst verheiratet und sie erwarte ein Kind von ihm.
Kurz vor Beginn der Spiele am nächsten Tag beobachtet Katniss auf dem Weg in die Arena, wie Cinna, der sie bei ihrem letzten Auftritt als Symbol der Revolution – den Spotttölpel (Mockingjay) genannten Vogel – inszeniert hat, halb tot geschlagen wird. Sie kann jedoch durch die Glaskuppel, die sie einschließt, nichts tun, um ihm zu helfen.

### Teil 3 – Der Feind
Kurz darauf befindet Katniss sich bereits in der Arena, einem kreisrunden Areal, welches im Inneren aus Wasser besteht und von einem Landring mit dichtem Urwald umgeben ist. Die Spiele gestalten sich wie erwartet besonders brutal, nicht nur, weil alle Tribute auf ihre Weise sehr fähig sind, sondern auch aufgrund der von den Spielmachern gesteuerten, besonders häufig auftretenden Gefahren von außen. Peeta und Katniss schließen sich Finnick und Mags (einer 80-jährigen Frau) an. Mags stirbt bereits in der ersten Nacht durch einen „tödlichen Nebel“ (Giftgaswolke). Die Zahl der lebenden Tribute nimmt durch äußere Einflüsse schnell ab. Später schließen sich die Verbündeten mit Johanna Mason aus Distrikt 7 sowie den beiden Tributen aus Distrikt 3, Beetee und Wiress, zusammen. Wiress beobachtet, dass die Arena einer Uhr gleicht und jeder Sektor eine Stunde lang von einer tödlichen Gefahr heimgesucht wird. Später wird Wiress von Gloss aus Distrikt 1 umgebracht. Katniss und Peeta überleben, da sie von den meisten Tributen geschützt werden. Besonders Peeta scheint unter ihrem Schutz zu stehen, was Katniss darauf hoffen lässt, dass sie ihr Ziel erreicht und Peeta als Sieger die Arena verlassen kann.
Im Showdown machen sich die Tribute den technischen Aufbau der Arena zunutze. Mithilfe von Beetees technischem Wissen gelingt es Katniss schließlich, die gesamte Arena zu zerstören. Sie leitet elektrischen Strom in das Kraftfeld, das die Arena umgibt und sie von der Außenwelt abgrenzt. Dadurch explodiert es und wird vollkommen zerstört.
Aus den Trümmern wird sie von einem Hovercraft gerettet, welches jedoch nicht der Regierung, sondern Aufständischen aus dem Kapitol und aus dem vermeintlich zerstörten Distrikt 13 gehört. Tatsächlich leben die Bewohner von Distrikt 13 aber nur im Verborgenen, da der Distrikt im Besitz von Kernwaffen ist, die die Regierung von einem Angriff abhalten. Im Inneren des Hovercrafts befinden sich unter anderem Haymitch, Beetee, Finnick und Plutarch Heavensbee, der neue Oberste Spielmacher. Katniss erfährt von einer lange bestehenden, geheimen Organisation zum Sturz der Regierung. Trotz dieser guten Nachricht verzweifelt Katniss, da mehrere Tribute, unter ihnen auch Peeta, vom Kapitol gefangen genommen wurden. Das Buch endet damit, dass Katniss Besuch von ihrem besten Freund Gale bekommt, der sie informiert, dass Distrikt 12 bombardiert und zerstört wurde, er ihre Familie aber rechtzeitig retten konnte.

## Tribute der 75. Hungerspiele
| Distrikt | Personen            | Bemerkung                                                                                         |
| -------- | ------------------- | ------------------------------------------------------------------------------------------------- |
| 1        | Cashmere            | Cashmere wird von Johanna getötet, indem sie ihr eine Axt in die Brust wirft.                     |
| 1        | Gloss               | Gloss wird von Katniss getötet, nachdem er Wiress getötet hat                                     |
| 2        | Enobaria            | Enobaria überlebt, wird aber vom Kapitol gefangen genommen.                                       |
| 2        | Brutus              | Brutus wird (laut dem dritten Band) gegen Ende von Peeta getötet.                                 |
| 3        | Wiress              | Wiress wird von Gloss getötet, der ihr die Kehle aufschlitzt                                      |
| 3        | Beetee              | Beetee überlebt und wird von einem Hovercraft zu Distrikt 13 gebracht.                            |
| 4        | Mags                | Mags bringt sich selbst um, indem sie in einen Giftnebel läuft, um Peeta zu retten.               |
| 4        | Finnick             | Finnick überlebt und wird von einem Hovercraft zu Distrikt 13 gebracht.                           |
| 5        | unbekannt           | Der Mann wird am ersten Tag von Finnick mit dem Dreizack getötet, die Frau stirbt am zweiten Tag. |
| 6        | Die beiden Morfixer | Der Mann stirbt am ersten Tag, die Frau stirbt, als sie Peeta das Leben rettet.                   |
| 7        | Johanna             | Johanna überlebt, wird aber vom Kapitol gefangen genommen.                                        |
| 7        | Blight              | Blight stirbt in der ersten Nacht, als er gegen das Kraftfeld läuft.                              |
| 8        | Cecelia             | Stirbt am ersten Tag.                                                                             |
| 8        | Woof                | Stirbt am ersten Tag.                                                                             |
| 9        | unbekannt           | Beide werden am ersten Tag getötet.                                                               |
| 10       | unbekannt           | Die Frau stirbt am ersten Tag, der Mann wird wenige Tage später getötet.                          |
| 11       | Seeder              | Seeder stirbt bereits am ersten Tag.                                                              |
| 11       | Chaff               | Chaff wird (laut dem dritten Band) am letzten Tag von Brutus getötet.                             |
| 12       | Katniss             | Sie überlebt und wird von einem Hovercraft zu Distrikt 13 gebracht.                               |
| 12       | Peeta               | Er überlebt, wird aber vom Kapitol gefangen genommen.                                             |

## Die Arena

Die Arena aus der Vogelperspektive

Im zweiten Band wird das dritte Jubel-Jubiläum gefeiert. Die Startpodeste der Tribute sind von Wasser umgeben. Das Füllhorn (in welchem sich nur Waffen befinden) liegt auf einer Sandbank in der Mitte eines großen Sees aus Salzwasser, von welcher strahlenförmig Wege zu einem Strand verlaufen, der den See umgibt. Hinter dem Strand beginnt ein Dschungel. Die Arena ist kreisförmig, zwei Tagesmärsche breit und in zwölf Teile unterteilt, deren jeder eine andere Gefahr mit sich bringt. Im Verlauf der Geschichte erkennt Wiress, dass die bestimmten Gefahren in den Teilen der Arena immer zu einer bestimmten Uhrzeit aktiviert werden, und teilt diese Kenntnis mit Katniss, Peeta und den mit ihnen verbündeten Tributen.
| Uhrzeit     | Gefahr                                                                             |
| ----------- | ---------------------------------------------------------------------------------- |
| 12 - 1 Uhr  | Ein Blitz schlägt in einen hohen Baum ein.                                         |
| 1 - 2 Uhr   | Es regnet Blut.                                                                    |
| 2 - 3 Uhr   | Giftiger Nebel tötet alles und jeden in dem Bereich.                               |
| 3 - 4 Uhr   | Affen greifen die Tribute im Sektor an.                                            |
| 4 - 5 Uhr   | Schnattertölpel ahmen die Schreie gefolterter Familienmitglieder der Tribute nach. |
| 5 - 6 Uhr   | unbekannt                                                                          |
| 6 - 7 Uhr   | Eine „Bestie“ zerfleischt die Tribute.                                             |
| 7 - 10 Uhr  | unbekannt                                                                          |
| 10 - 11 Uhr | Eine Welle überflutet den Bereich.                                                 |
| 11 - 12 Uhr | Gefährliche Insekten fressen die Tribute.                                          |

## Auflage und Ausgaben
Das Buch wurde am 1. September 2009 beim amerikanischen Scholastic-Verlag erstveröffentlicht. Die deutsche Übersetzung erschien am 19. Mai 2010 beim Oetinger Verlag.
Die US-amerikanische Originalausgabe umfasst 391 und die deutsche Ausgabe 431 Seiten.

### Englische Ausgaben
- Suzanne Collins: Catching Fire. Scholastic, New York City 2009, ISBN 978-0-439-02349-8. (Gebundene Ausgabe)

### Deutsche Ausgaben
- Suzanne Collins: Die Tribute von Panem – Gefährliche Liebe (deutsch von Sylke Hachmeister und Peter Klöss), Oetinger Verlag, 2010, ISBN 978-3-7891-3219-3 (Gebundene Ausgabe) (eine Woche lang im Jahr 2012 auf dem Platz 1 der Spiegel-Bestsellerliste)
- Suzanne Collins: Die Tribute von Panem – Gefährliche Liebe (Filmausgabe), Oetinger Verlag, 2013, ISBN 978-3-7891-3231-5 (Broschiert)

### Hörbuch
- Suzanne Collins: Die Tribute von Panem – Gefährliche Liebe, Oetinger Verlag, 2010, ISBN 978-3-8373-0515-9. (Gelesen von Maria Koschny)

## Auszeichnungen
- 2010 LovelyBooks Leserpreis in der Kategorie Fantasie/Science Fiction

## Verfilmung
Am 8. August 2011 teilte Lionsgate mit, dass es auch vom zweiten Band der Die Tribute von Panem -Trilogie, Gefährliche Liebe eine Verfilmung geben würde. Diese feierte am 11. November 2013 ihre Premiere in London. Die Rollen der Katniss, Peeta und Gale wurden wieder von Jennifer Lawrence, Josh Hutcherson und Liam Hemsworth gespielt.
Die Dreharbeiten begannen am 10. September 2012 und endeten am 21. Dezember 2012. Gedreht wurde erst in Atlanta, Georgia, bevor die Dreharbeiten nach Hawaii verlegt wurden.